# Pratt & Whitney X-1800
Pratt & Whitney X-1800 (oznaczenie wojskowe Pratt & Whitney H-2600) – 24-cylindrowy, chłodzony cieczą silnik płaski o układzie „H” projektowany w zakładach Pratt & Whitney na początku lat 40. Przy pojemności ponad 40 l miał osiągać moc pomiędzy 1850 a 2200 KM i stanowić jednostkę napędową takich samolotów jak Vultee XP-54 Swoose Goose, Curtiss-Wright XP-55 Ascender, Northrop XP-56 Black Bullet czy Lockheed XP-49.
Rozpoczęcie produkcji seryjnej tego silnika planowano na 1942, ale już 1940 z powodu wielu problemów konstrukcyjnych zaprzestano nad nim prac rozwojowych, a zakłady Pratt & Whitney przeszły w całości na produkcję silników gwiazdowych.